# Tanorus proditor
Tanorus proditor är en nattsländeart som beskrevs av Schmid 1989. Tanorus proditor ingår i släktet Tanorus och familjen Hydrobiosidae. Inga underarter finns listade i Catalogue of Life.